# Gascab — Gasduc — Gasvol/Gasjap
Gascab — Gasduc — Gasvol/Gasjap — газопроводи у бразильському штаті Ріо-де-Жанейро, які сполучають берегові терминали для прийому продукції офшорних родовищ із переробними потужностями та  газотранспортними хабами, а також надають можливість для маневру ресурсом між різними штатами.

## Gascab І — Gasduc I — Gasvol
У 1980-х роках на шельфі Бразилії почалась розробка великих нафтових родовищ басейну Кампос (Албакора, Барракуда, Марлін). Окрім основної продукції вони також давали значні обсяги попутного газу, який спрямовувався компанією Petrobras на технологічні потреби своїх нафтопереробних заводів або для поставок зовнішнім споживачам. Газ надходив на береговий термінал Барра-до-Фурадо (Barra do Furado) на сході штату Ріо-де-Жанейро, звідки транспортувався на захід до газопереробного заводу Макае в районі Cabiúnas по газопроводу Gascab. Першу лінію завдовжки 67 км та діаметром 450 мм тут проклали у 1982 році. Від ГПЗ підготована продукція спрямовувалась ще західніше до нафтопереробного заводу Дукі-ді-Кашіас (відомий під абревіатурою REDUC), розташованого на околиці Ріо-де-Жанейро. Ця ділянка під назвою Gasduc мала довжину 184 км та діаметр 400 мм. 
Через чотири роки лінію продовжили від REDUC далі на захід до металургійного комбінату Волта-Редонда, для чого проклали газопровід Gasvol завдовжки 95 км та діаметром 450 мм. Окрім зазначеного комбінату великим споживачем блакитного палива стала розташована у Ріо-де-Жанейро ТЕС Санта-Круз, яку в 1987-му частково перевели на газ.

## Gascab II — Gasduc II
У другій половині 1990-х на тлі розгортання офшорного видобутку спорудили другі нитки між терміналом Барра-до Фурадо та REDUC — Gascab II і Gasduc II з діаметром по 500 мм. На цей раз видачу додаткової продукції після REDUC організували через газопровід Gasbel, який полишає межі штату Ріо-де-Жанейро та прямує на північ до Мінас-Жерайсу.
До Волта-Редонда у 1998-му також вивели ще один газопровід — Gaspal, проте не від Дукі-ді-Кашіас, а зі штату Сан-Паулу, до якого невдовзі почав надходити болівійський природний газ. При цьому з 2001-го від Gasvol почав отримувати живлення ще один значний споживач блакитного палива ТЕС Серопедіка.  
У тому ж десятиріччі до системи під'єднали ще три потужні електростанції — в 2001-му почала роботу ТЕС Макае, в 2003-му запрацювала ТЕС Norte Fluminense, а у 2006-му стала до ладу ТЕС Дукі-ді-Кашіас. 

## Gascab III — Gasduc III — Gasjap
У 2010-му ввели в дію треті нитки Gascab III діаметром 550 мм та Gasduc III діаметром 950 мм. Суттєво більший діаметр відтинку між ГПЗ Макае та Дукі-ді-Кашіас пояснювався тим, що безпосередньо до району Cabiúnas повинні були вивести газопровід від найбільшого за запасами блакитного палива родовища країни — Лула (належить до басейну Сантос, розташованого південніше від Компосу). Крім того, з 2011-го припинилось транспортування газу по Gasduc I, який перетворили на трубопровід для зріджених вуглеводневих газів Osduc IV.
У той же період газотранспортний коридор штату Ріо-де-Жанейро став ланкою великої системи, яка формувалась у прибережних штатах. Для цього в 2010-му до Cabiúnas під'єднали газопровід  Gasene, котрий прямує на північний схід через штати Еспіриту-Санту та Баїя. 
Крім того, посилили сполучення з південними штатами за допомогою газопроводу Gascar, який також здатний подавати ресурс болівійського походження. Його завершальна ділянка проходить через Волта-Редонда та досягає Жапері (приблизно посередині між Волта-Редонда та Дукі-ді-Кашіас) Ділянку між Жапері та Дукі-ді-Кашіас підсилили внаслідок другої нитки завдовжки 45 км та діаметром 700 мм, яка отримала назву Gasjap. Після цього між Волта-Редонда та Дукі-ді-Кашіас існують дві нитки діаметрами 450 мм та 700 мм (Gasvol та Gascar/Gasjap), а Дукі-ді-Кашіас та Cabiúnas сполучають дві нитки діаметрами 500 мм та 950 мм (Gasduc II та Gasduc III).
Оскільки Gasjap та Gasduc III  бідирекціональні, вони можуть за необхідності передавати імпортований з Болівії газ далі до північно-східних штатів або постачати на південь ресурс отриманий з офшорних родовищ чи імпортований через термінал ЗПГ Гуанабара (під'єднаний перемичкою до Дукі-ді-Кашіас).
У тому ж 2010-му став до ладу новий газопровід до Мінас-Жерайсу Gasbel II, який на цей раз починався від Волта-Редонда. А в 2014-му від Gasjap почала отримувати живлення ТЕС Baixada Fluminense.